# Les Enfoirés

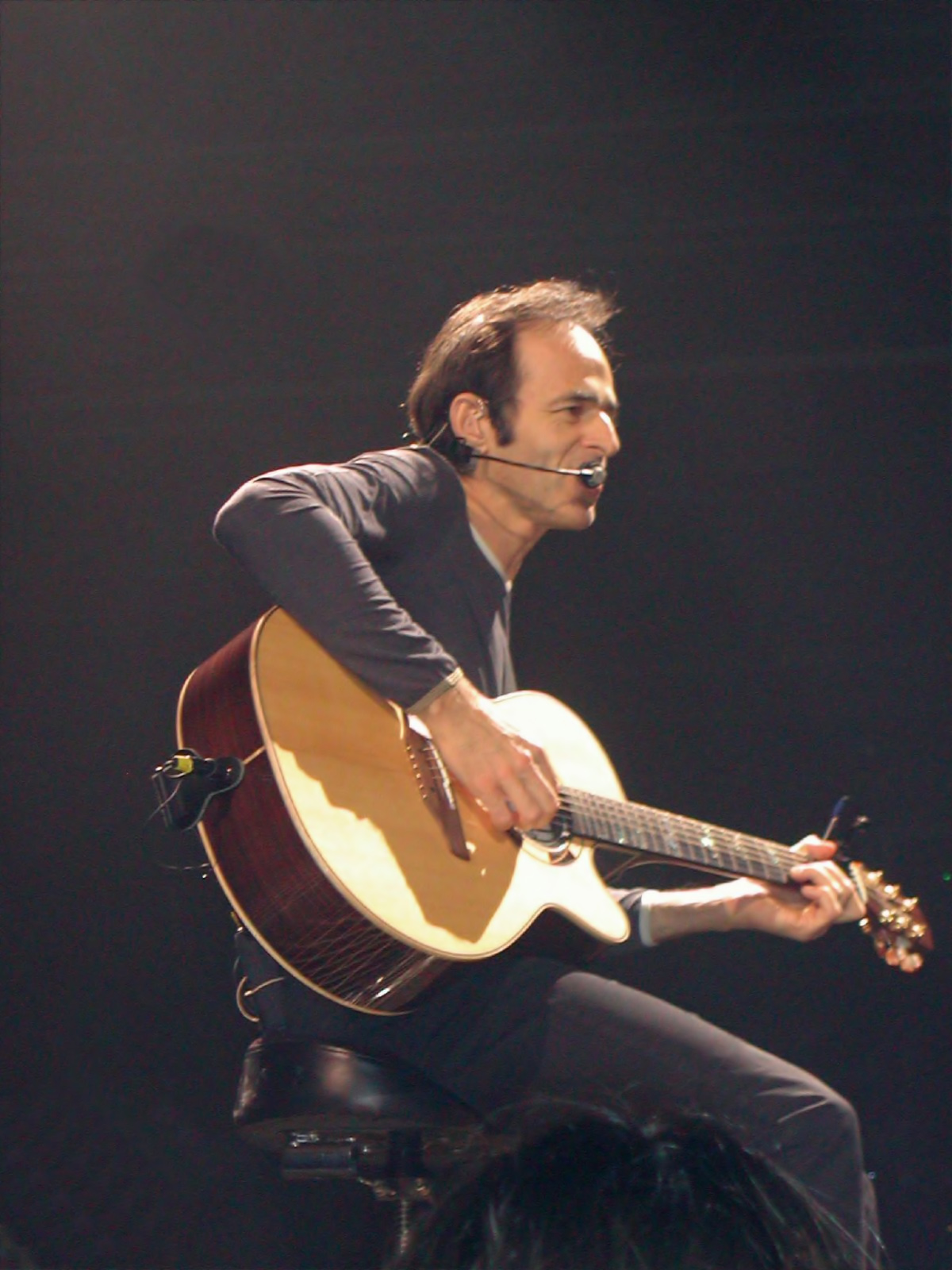
Jean-Jacques Goldman komponierte den Titelsong für die Konzerte der Les Enfoirés

Als Les Enfoirés [lez‿ɑ̃fwaʁe] bezeichnet sich eine Gruppe aus französischsprachigen Künstlern, die seit 1985 jährlich in wechselnden Großstädten Frankreichs ein Wohltätigkeitskonzert zugunsten der Organisation Les Restos du Cœur geben. Vereinzelt gesellen sich andere Persönlichkeiten des öffentlichen Lebens hinzu. Heute ist diese Veranstaltung mit über 50 % Marktanteil das größte Medienereignis in der frankophonen Welt und das größte in Europa.
Derzeit wird das ausverkaufte Konzert an sechs aufeinanderfolgenden Tagen Ende Januar bis Anfang Februar siebenmal aufgeführt. Das erste Konzert gilt als Generalprobe und wird zu ermäßigten Eintrittspreisen angeboten. Das Fernsehen zeichnet die letzten drei Konzerte auf und sendet jeweils Mitte März einen Zusammenschnitt, simultan auf TF1 und RTL (Frankreich). Mit 15,70 Millionen Zuschauern im Maximum und 12,72 Millionen Zuschauern im Durchschnitt brach die Aufzeichnung im Jahre 2013 ihre eigenen Rekorde und wurde – wie 2012 – die meistgesehene Fernsehsendung im französischen Fernsehen. Die aus dem Konzert resultierenden CDs und DVDs finden sich regelmäßig mehrere Wochen auf Platz 1 der Charts in Frankreich, Belgien, Québec und in der Romandie.

## Geschichte
Im Januar 1986 gründete der Humorist Coluche die Organisation Les Restos du Cœur (Die Restaurants des Herzens), die Bedürftige mit Mahlzeiten versorgt und somit dem Zweck nach mit den deutschen Tafeln vergleichbar ist. Um die Organisation mit einem Startkapital auszustatten, organisierte Coluche ein Wohltätigkeitskonzert, das im Fernsehen übertragen wurde und für das er bekannte Sänger und Persönlichkeiten gewinnen konnte. Jean-Jacques Goldman komponierte den Titelsong La Chanson des Restos, das jährlich wiederholt von allen Teilnehmern als Finale unter dem Konterfei seines Gründers Coluche auf der Videowand interpretiert wurde und wird.
Neben einem Aufruf an die Wirtschaft, die Restos mit Sachspenden zu unterstützen, anstatt überflüssige Waren wegzuwerfen, trat Coluche auch an die französischen Künstler heran und bat um freiwillige Unterstützung durch Benefizkonzerte. Diesem Aufruf folgten jedoch nur wenige, wie z. B. Goldman; über die anderen sagte Coluche, sie seien „une bande d’enfoirés“ („ein Haufen Arschlöcher“).
Nachdem Coluche wenige Monate später verstarb, bemühte sich seine Witwe Véronique im Dezember 1986 um eine Reaktivierung des Konzepts. Die Künstler gaben sich in Anlehnung an den Ausspruch von Coluche für diese Veranstaltung den Namen „Les enfoirés“.
Wenige Jahre später mutierte das Event von einer reinen Fernsehproduktion zum Live-Konzert und wuchs so über die Jahre heran. Seit dieser Umstellung wird das Konzert mit einem jährlich wechselnden Motto betitelt. Der von Coluche gepflegte Brauch, in seinen Filmen und Bühnenauftritten gegen Rassismus und Armut mit Witz und Humor anzugehen, findet auch noch heute in einem Abschnitt des Konzerts seinen Niederschlag.
Das jährliche Konzert wurde anfänglich von fünf bis zehn Teilnehmern bestritten, seit 1993 von durchschnittlich vierzig; 2016 wurde mit 55 Teilnehmern ein neuer Rekord erzielt. Zu den versammelten Künstlern und Prominenten gehören Komödianten, Moderatoren, Sportler, Schauspieler, insbesondere aber Chansonniers, darunter auch international bekannte Stars wie Charles Aznavour, Jane Birkin, Carla Bruni, Alain Delon, Catherine Deneuve, Céline Dion, Patricia Kaas, Yannick Noah oder Vanessa Paradis.
2017 wurde nach dem gleichen Konzept unter dem Titel „Enfoirés Kids“ von Kindern für Kinder ein auch im Fernsehen gezeigtes Konzert aufgeführt. Fast alle Interpreten entstammten dabei der französischen Castingshow „The Voice Kids“.

## Etymologie
Zu Les Enfoirés gibt es keine exakte deutschsprachige Entsprechung. Selbst in der französischsprachigen Welt wurde der Begriff erst mit der Gründung des Ensembles präsent und seine heutige Bedeutung geprägt. Dessen Gründer Coluche hatte den Begriff diverse Male in seinen eigenen Aufführungen verwendet und hernach bei den Vorbereitungen zum ersten Konzert dessen Akteure bisweilen so angesprochen. Nach seinem Tode beschloss man daher, diese Bezeichnung zu wählen. Das Verb foirer bedeutet, etwas zu vermasseln. Durch foire, veraltet für Durchfall, kommt eine vulgäre Komponente hinzu. Mit der Deutungsgebung durch Coluche würde man mit Les Enfoirés eine Gruppe von Arschlöchern betiteln, die durch hinterhältigen Zusammenhalt eine Sache sabotieren, dies jedoch augenzwinkernd abgemildert.

## Verwendung der Einnahmen
Die Einnahmen gehen, soweit sie nicht den Rechteinhabern zustehen, vollständig an die Restos du Cœur. Sie liegen üblicherweise über 10 Mio. Euro; 2013/14 betrugen sie 19 Mio. Euro. Dies macht bis zu einem Viertel des Budgets der Restos aus. Inzwischen sind die Einnahmen rückläufig; 2020/21 betrugen sie – möglicherweise Covid-19-bedingt – 8,5 Millionen Euro.

## Kritik
Les Enfoirés waren immer wieder Ziel von Kritik und Polemiken. Yannick Noah beanstandete 2007, dass die Teilnehmer in Luxushotels untergebracht waren, was dem Sinn der Enfoirés widerspreche. Verschiedene Künstler (u. a. Maurane) kritisierten die Kommerzialisierung in dem Sinne, dass viele Teilnehmer die Konzerte zur Eigenwerbung missbrauchten. Renaud sprach von einem „karnevalistischen Zirkus“ und Eddy Mitchell erklärte: „Ich bin ein professioneller Sänger und ich werde nicht mit einem Fußballer singen.“

## Bisherige Konzerte
| Jahr | Datum               | Motto                                          | Fernsehsender    | Ort                                     | CD/DVD                 |
| ---- | ------------------- | ---------------------------------------------- | ---------------- | --------------------------------------- | ---------------------- |
| 1986 | 26. Januar          | Nur Fernsehsendung                             | TF1              | TV-Studio                               |                        |
| 1986 | 1. Dezember         | Nur Fernsehsendung                             | TF1              | TV-Studio                               |                        |
| 1988 | 17. Oktober         | Nur Fernsehsendung                             | TF1              | TV-Studio                               |                        |
| 1989 | 6. bis 14. November | Tournée des Enfoirés                           | Canal+           | Zénith, Paris                           | Polygram               |
| 1990 | 5. Januar           | Nur Fernsehsendung                             | Antenne 2        | TV-Studio                               |                        |
| 1992 | 20. Januar          | Soirée des Enfoirés à l’Opéra Garnier          | TF1              | Opéra Garnier, Paris                    | Sony Music             |
| 1993 | 6. März             | Les Enfoirés chantent Starmania                | TF1              | Grande halle de la Villette, Paris      | Columbia               |
| 1994 | 5. Februar          | Les Enfoirés au Grand Rex                      | TF1              | Le Grand Rex, Paris                     | WEA                    |
| 1995 | 8. März             | Les Enfoirés à l’Opéra comique                 | TF1              | Opéra-Comique, Paris                    | Sony Music             |
| 1996 | 10. Februar         | La soirée des Enfoirés                         | TF1              | TV-Studio                               | WEA                    |
| 1997 | 8. Februar          | Le Zénith des Enfoirés                         | TF1              | Zénith, Paris                           | BMG                    |
| 1998 | 7. Februar          | Enfoirés en Cœur                               | France 2         | Zénith, Paris                           | WEA                    |
| 1999 | 3. Februar          | Les Enfoirés dernière édition avant l’An 2000  | France 2         | Zénith, Paris                           | BMG                    |
| 2000 | 8. bis 26. Januar   | Les Enfoirés en 2000                           | France 2         | Zénith, Paris                           | BMG                    |
| 2001 | 13. bis 29. Januar  | L’Odyssée des Enfoirés                         | TF1              | Halle Tony Garnier, Lyon                | BMG                    |
| 2002 | 22. Februar         | Tous dans le même bateau                       | TF1              | Dôme, Marseille                         | BMG                    |
| 2003 | 21. Februar         | La Foire aux Enfoirés                          | TF1              | Zénith, Lille                           | BMG                    |
| 2004 | 5. März             | Les Enfoirés dans l’espace                     | TF1              | Zénith, Toulouse                        | BMG                    |
| 2005 | 4. März             | Le Train des Enfoirés                          | TF1              | Palais Omnisports de Paris-Bercy, Paris | RCA / SCPP             |
| 2005 | 25. November        | Les Enfoirés jouent le jeu (15 ans d’Enfoirés) | TF1              | TV-Studio                               |                        |
| 2006 | 7. April            | Le Village des Enfoirés                        | TF1              | Halle Tony Garnier, Lyon                | SCPP / UNIVERSAL / ULM |
| 2007 | 2. März             | La Caravane des Enfoirés                       | TF1              | Zénith, Nantes                          | SCPP / UNIVERSAL / ULM |
| 2008 | 7. März             | Les Secrets des Enfoirés                       | TF1              | Zénith, Straßburg                       | RCA / Sony BMG         |
| 2009 | 6. März             | Les Enfoirés font leur cinéma !                | TF1              | Palais Omnisports, Paris                | ULM                    |
| 2010 | 12. März            | Les Enfoirés… La Crise de Nerfs                | TF1              | Palais Nikaia, Nizza                    | EMI                    |
| 2011 | 26. bis 31. Januar  | Dans l’oeil des Enfoirés                       | TF1              | Park&Suites Arena, Montpellier          | Universal              |
| 2012 | 1. bis 6. Februar   | Le Bal des Enfoirés                            | TF1              | Halle Tony Garnier, Lyon                | Universal              |
| 2013 | 23. bis 28. Januar  | La Boîte à musique des Enfoirés                | TF1              | Palais Omnisports, Paris                | Columbia / Sony Music  |
| 2014 | 15. bis 20. Januar  | Bon anniversaire les Enfoirés                  | TF1              | Zénith, Straßburg                       | Columbia / Sony Music  |
| 2015 | 21. bis 26. Januar  | Sur la route des Enfoirés                      | TF1              | Park&Suites Arena, Montpellier          | Columbia / Sony Music  |
| 2016 | 20. bis 25. Januar  | Au rendez-vous des Enfoirés                    | TF1              | AccorHotels Arena, Paris                | Columbia / Sony Music  |
| 2017 | 18. bis 23. Januar  | Mission E.N.F.O.I.R.É.S.                       | TF1              | Zénith, Toulouse                        | Columbia / Sony Music  |
| 2018 | 16. bis 21. Januar  | Musique !                                      | TF1              | Zénith, Straßburg                       | Columbia / Sony Music  |
| 2019 | 24. bis 28. Januar  | Le Monde des Enfoirés                          | TF1              | Arkéa Arena, Bordeaux                   | Columbia               |
| 2020 | 15. bis 20. Januar  | Le Pari(s) des Enfoirés                        | TF1              | AccorHotels Arena, Paris                | Columbia               |
| 2021 | 13. bis 17. Januar  | Les Enfoirés à côté de vous                    | TF1              | Halle Tony Garnier, Lyon                | Sony Music             |
| 2022 | 23. und 24. Januar  | Un air d’Enfoirés                              | TF1              | Sud de France Arena, Montpellier        | Columbia               |
| 2023 | 12. bis 16. Januar  | Enfoirés un jour, toujours                     | TF1, France Bleu | Halle Tony Garnier, Lyon                |                        |
| 2024 | 17. bis 22. Januar  | On a 35 ans                                    | TF1              | Arkéa Arena, Bordeaux                   |                        |
| 2025 | 14. bis 20. Januar  | Au Pays des Enfoirés                           |                  | Sud de France Arena, Montpellier        |                        |

## Teilnehmer
A
- Ary Abittan 2019 – 2021 (3)
- Salvatore Adamo 1998 (1)
- Kev Adams 2021 (1)
- Yannick Agnel 2013 (1)
- Alizée 2001 – 2002, 2008 – 2013, 2015 (9)
- Amir 2017 – 2019, 2021 – 2023 (6)
- Richard Anconina 1998 (1)
- Anggun 1999 (1)
- Dan Ar Braz 1999, 2001 (2)
- Fanny Ardant 1997 (1)
- Tina Arena 2006 – 2009, 2011, 2014 (6)
- Julien Arruti 2018 – 2025 (8)
- Jean-Louis Aubert 1994, 2002 – 2005, 2007, 2009 – 2025 (23)
- Hugues Aufray 1999 (1)
- Charles Aznavour 1994 – 1999 (2)

B
- Chimène Badi 2004 – 2007, 2012 – 2014 (7)
- Laurent Baffie 1995 (1)
- Josiane Balasko 1993, 1995, 1998, 2000, 2005 (5)
- Fabien Barthez 1999 (1)
- Axel Bauer 2002 – 2006 (5)
- Nathalie Baye 1986, 1996, 2007 (3)
- Emmanuelle Béart 1994, 1997 (2)
- Gilbert Bécaud 1995 (1)
- Monica Bellucci 2016 (1)
- Bénabar 2007 – 2010, 2012 – 2019, 2022 (13)
- Amel Bent 2006 – 2023, 2025 (19)
- Malik Bentalha 2019 – 2020 (2)
- Karim Benzema 2012 (1)
- Alain Bernard 2011 (1)
- Jocelyne Béroard 1996 (1)
- Richard Berry 1999 (1)
- Jean-Marie Bigard 1998 – 2001 (4)
- Jane Birkin 1994, 1996 – 1997, 2022 – 2023 (5)
- Black M 2016, 2020 – 2021 (3)
- Laurent Blanc 2011 (1)
- Michel Blanc 1993 (1)
- Alain Boghossian 1999 (1)
- Romane Bohringer 1994 (1)
- Basile Boli 1995 (1)
- Dany Boon 2014 – 2016, 2004 (4)
- Tarek Boudali 2018 – 2019, 2021 – 2022, 2024 (5)
- Isabelle Boulay 2001 – 2002, 2005 (3)
- Boulevard des Airs 2020 (1)
- Carole Bouquet 1996 (1)
- Didier Bourdon 2019 (1)
- Jean-Claude Brialy 2001 (1)
- Dany Brillant 1998, 2002 – 2003 (1)
- Patrick Bruel 1993 – 2025 (33)
- Carla Bruni 1995, 1997, 2007, 2018, 2021 – 2023 (7)

C
- Francis Cabrel 1992, 1994, 1996 – 1998, 2000 – 2004, 2006 – 2008, 2010, 2016 (15)
- Calogero 2004 – 2007 (4)
- Bernard Campan 2019 (1)
- Nicolas Canteloup 2012 – 2024 (13)
- Éric Cantona 1998 (1)
- Claudio Capéo 2019 – 2025 (7)
- Renaud Capuçon 2016, 2022 (2)
- Laetitia Casta 1999 (1)
- Caroline Cellier 1997 (1)
- Sébastien Chabal 2009, 2016 – 2025 (11)
- Alain Chabat 1993, 1995, 1999 (3)
- Vincent Chaillet 2018 (1)
- Alain Chamfort 2025 (1)
- Patrick Chesnais 2013 (1)
- Julien Clerc 1996, 1998, 2000 – 2003, 2005 – 2006, 2008, 2010, 2014 – 2018, 2020, 2022 – 2025 (20)
- Riccardo Cocciante 2001 (1)
- Marie Colin 2025 (1)
- Marius Colucci 1994 (1)
- Coluche 1986 (1)
- Annie Cordy 2000 (1)
- Corneille 2005 – 2006, 2015 (3)
- Grégory Coupet 2006 (1)

D
- Jean d’Ormesson 2016 (1)
- François Damiens 2016 (1)
- Étienne Daho 1999 (1)
- Gérard Darmon 2003 – 2009 (7)
- Dave 1997 (1)
- Daniela De Jesus Cosio 2019 (1)
- Alain Delon 1995 (1)
- François-Xavier Demaison 2025 (1)
- Yvon Demol 2024 (1)
- Catherine Deneuve 1986, 1995 (2)
- Gérald de Palmas 1996, 2001 – 2003, 2005 – 2006, 2008 – 2009 (8)
- Pauline Déroulède 2022 (1)
- Didier Deschamps 2014, 2019 (2)
- Véronic Dicaire 2016 (1)
- Frédéric Diefenthal 2008 (1)
- Dieudonné 1995 (1)
- Céline Dion 1994, 1996, 2008 (3)
- Doc Gynéco 1998 (1)
- Arielle Dombasle 2003 (1)
- David Douillet 2001 (1)
- Michel Drucker 1986 (1)
- Arnaud Ducret 2022 – 2025 (4)
- Diane Dufresne 1993 (1)
- Christophe Dugarry 2000 (1)
- Patrick Dupond 1998, 2001 (2)
- Antoine Dupont 2023 – 2025 (3)
- Jacques Dutronc 1993 (1)
- Thomas Dutronc 2009 – 2011, 2013 – 2014, 2016 – 2017, 2019 – 2020 (9)

E
- Stephan Eicher 1998 (1)
- Gad Elmaleh 2003 – 2004, 2013 (1)
- Émile et Images 2002 (1)
- Sofia Essaïdi 2023 – 2025 (3)

F
- Lara Fabian 1998, 2001, 2005, 2024 (4)
- Dominique Farrugia 1993, 1995 (2)
- Faudel 2001 (1)
- Patrick Fiori 1999 – 2025 (27)
- Liane Foly 1993, 1995, 1999 – 2007, 2009 – 2012, 2014 – 2020 (22)
- Élodie Fontan 2018 – 2025 (8)
- Claire Francisci-Ducret 2023, 2025 (2)
- Frédéric François 1999 (1)
- Carole Fredericks 1992, 1994 – 2001 (9)
- Jérémy Frérot 2022 – 2025 (4)
- Mia Frye 2001 (1)
- Michel Fugain 1995 (1)

G
- Charlotte Gainsbourg 1994, 2001 (2)
- France Gall 1993 – 1994 (2)
- José Garcia 2000 (1)
- Pierre Garnier 2025 (1)
- Garou 1999 – 2010, 2012 – 2013, 2016 – 2017, 2022 – 2023 (18)
- Coumba Gawlo 1999 (1)
- Jean-Marc Généreux 2013 (1)
- Maryse Gildas 1992 (1)
- Marie-Agnès Gillot 2016 – 2024 (9)
- Fabien Gilot 2011 (1)
- Kendji Girac 2016 – 2020, 2022 – 2025 (9)
- Jean-Jacques Goldman 1986, 1989, 1992 – 2016 (27)
- Bafétimbi Gomis 2012 (1)
- Grégoire 2010 – 2017 (8)

H
- David Hallyday 1999 – 2003, 2007 – 2009, 2017 (9)
- Johnny Hallyday 1989, 1997 – 1998 (3)
- Renaud Hantson 1993 (1)
- Amandine Henry 2020 (1)

I
- I Muvrini 1997 (1)
- Zlatan Ibrahimović 2016 (1)
- Les Inconnus 2019 (1)
- Les Innocents 1996 – 1997 (2)

J
- Aimé Jacquet 2001 (1)
- Jain 2025 (1)
- Jenifer 2003 – 2020, 2022 – 2025 (22)
- Joyce Jonathan 2022 – 2025 (4)
- Michael Jones 1989, 1992 – 1994, 1999 – 2002, 2004 – 2021 (28)
- Camélia Jordana 2022 (1)
- Gérard Jugnot 1998 – 1999, 2001 – 2002, 2004 – 2005, 2008, 2010 – 2013, 2015 – 2017, 2020, 2022, 2025 (17)
- Patrick Juvet 1998 (1)

K
- Patricia Kaas 1992 – 1993, 1995, 1997 – 2004, 2006 – 2007, 2010 – 2011 (15)
- Élie Kakou 1993, 1995 (2)
- Joseph Kamel 2025 (1)
- Christian Karembeu 1999 (1)
- Claire Keim 2005 – 2025 (21)
- Khaled 1996, 1999 (2)
- Sandrine Kiberlain 1997, 1999, 2001, 2004, 2006, 2016 (6)
- Peter Kingsbery 1993 (1)

L
- Lââm 2000 – 2012, 2014 – 2015 (15)
- Philippe Lacheau 2018 – 2025 (8)
- Camille Lacourt 2011 (1)
- Serge Lama 1999 – 2000, 2002, 2011 (4)
- Martin Lamotte 1993, 1999 (2)
- Alain Lanty 1993, 1996, 1999 (3)
- Catherine Lara 1994, 1998, 2002 – 2006, 2008 – 2010, 2012, 2022 (12)
- Michèle Laroque 1997 – 2002, 2004 – 2006, 2008 – 2011, 2013 – 2025 (26)
- Chantal Lauby 1993, 1995 (2)
- Philippe Lavil 1996 – 1998 (3)
- Marc Lavoine 1996 – 2006, 2008, 2014, 2016, 2018 (15)
- Frank Lebœuf 2002 (1)
- Alexis Lebrun 2025 (1)
- Félix Lebrun 2025 (1)
- Yves Lecoq 1994 – 2000 (5)
- Michel Leeb 1996 (1)
- Estelle Lefébure 2003 (1)
- Pauline Lefèvre 2019 (1)
- Maxime Le Forestier 1995, 1997 – 2017 (22)
- Pascal Légitimus 2019 (1)
- Valérie Lemercier 1993 – 1994 (2)
- Nolwenn Leroy 2006 – 2014, 2016 – 2017, 2019 – 2025 (18)
- Amaury Leveaux 2011 (1)
- Daniel Lévi 2001 (1)
- Thierry Lhermitte 1996 – 1998, 2001 (4)
- Bixente Lizarazu 1999, 2002 (2)
- Sébastien Loeb 2011 (1)
- Louane 2016 (1)
- Germain Louvet 2023 – 2024 (2)
- Renan Luce 2009 – 2013 (5)
- Fabrice Luchini 1999, 2012 (2)
- Elsa Lunghini 1997 – 2002, 2004 – 2006, 2008, 2012 (11)
- Alex Lutz 2025 (1)

M
- Ibrahim Maalouf 2025 (1)
- Christophe Maé 2008 – 2014, 2016 – 2018, 2020 – 2023, 2025 (15)
- Maëlle 2020 (1)
- Sophie Marceau 2016 (1)
- Mireille Mathieu 1998 (1)
- Mimie Mathy 1994 – 2023, 2025 (31)
- Jean-Baptiste Maunier 2005 – 2008, 2010 – 2017, 2019 – 2020, 2024 – 2025 (16)
- Maurane 1996, 1999 – 2006, 2008 – 2011, 2013 (14)
- Kylian Mbappé 2019, 2022 (2)
- MC Solaar 1997, 2001 – 2020, 2022, 2025 (23)
- Mentissa 2023 – 2024 (2)
- Kad Merad 2007 – 2012, 2014 – 2025 (18)
- Mika 2013 (1)
- Jean-Jacques Milteau 1992 – 1994 (2)
- Eddy Mitchell 1989, 1994 – 1995 (3)
- Emmanuel Moire 2014 – 2016 (3)
- Yves Montand 1986 (1)
- Marc Moreau 2024 (1)
- Nana Mouskouri 1997 (1)
- Karen Mulder 1996, 1998 – 2001, 2005 – 2008 (9)

N
- Claire Nadeau 1993 (1)
- Nâdiya 2007 (1)
- Isabelle Nanty 2019 – 2023, 2025 (6)
- Native 1998 – 1999 (2)
- Khadja Nin 1997 (1)
- Yannick Noah 1993, 1996, 1998, 2002 – 2007, 2011 – 2012 (11)
- Helena Noguerra 2020 (1)
- Norman 2017 (1)
- Les Nuls 1993, 1995 (2)

O
- Pascal Obispo 1997 – 2002, 2005, 2008 – 2016 (16)
- Esteban Ocon 2023 (1)
- Offenbach 2022 (1)

P
- Florent Pagny 1993 – 1995, 2002, 2016, 2019, 2021 (7)
- Pierre Palmade 1993 – 2009, 2013, 2015 – 2016, 2020 – 2021 (22)
- Jeff Panacloc & Jean-Marc 2016 – 2017, 2022 (3)
- Vanessa Paradis 1993 – 1999, 2001, 2016, 2022 (10)
- Tony Parker 2020 (1)
- Paul Personne 1994 (1)
- Thomas Pesquet 2017, 2022 – 2023, 2025 (4)
- Lorie Pester 2002 – 2019, 2021 – 2025 (23)
- Emmanuel Petit 1999 (1)
- Luc Plamondon 1993 (1)
- Michel Platini 1986 (1)
- M. Pokora 2012 – 2017, 2024 – 2025 (8)
- Alice Pol 2020 – 2023 (4)
- Pow woW 1994, 1997 (2)
- Princess Erika 1996 – 1997 (2)

R
- Raphaël 2006 – 2007, 2009, 2024 – 2025 (5)
- Rébecca[16] 2021 (1)
- Axelle Red 1998, 2000 (2)
- Inès Reg 2020 – 2023 (4)
- Serge Reggiani 1995 (1)
- Renaud 1992, 1994 – 1995, 1998 – 1999, 2004 (6)
- Jean Reno 1996 (1)
- Franck Ribéry 2009 (1)
- Dick Rivers 1999 (1)
- Muriel Robin 1992 – 2008, 2020 (1)
- Gaëtan Roussel 2024 – 2025 (2)
- Guy Roux 2001 (1)

S
- Axelle Saint-Cirel 2025 (1)
- Véronique Sanson 1989, 1995 – 1997, 1999, 2020 (6)
- Santa 2024 – 2025 (2)
- Michel Sardou 1989, 1998, 2004, 2005 (4)
- Patrick Sébastien 1992 (1)
- Hélène Ségara 1999 – 2002, 2004 – 2015 (16)
- Élie Semoun 1995, 1998 – 1999, 2023 (4)
- Shy’m 2012 – 2014, 2016, 2024 – 2025 (6)
- Anne Sila 2022 – 2024 (3)
- Yves Simon 1997 – 1998 (2)
- Slimane 2019 – 2021, 2023 – 2024 (5)
- Smaïn 1992 – 1993, 1995, 1997 – 1998 (5)
- Soprano 2016 – 2025 (10)
- Alain Souchon 1994 – 2000, 2002 – 2003, 2016 (10)
- Natasha Saint-Pier 2003 – 2007, 2009 – 2011, 2013 – 2015 (11)

T
- Claudia Tagbo 2024 – 2025 (1)
- Alice Taglioni 2021 (1)
- Tal 2013 – 2019 (7)
- Lilian Thuram 1999 (1)
- Patrick Timsit 1994, 1996 – 2003, 2005 – 2006, 2010, 2016 (13)
- Titoff 2002 (1)
- Tonton David 1993 (1)
- Arnaud Toupense 2025 (1)

V
- Jacques Veneruso 1996 (1)
- Vianney 2021 – 2025 (5)
- Vitaa 2020 – 2021, 2023 – 2025 (5)
- Roch Voisine 1997, 1999 – 2002, 2005 (6)
- Laurent Voulzy 1994 – 1995, 1997 – 1998, 2002 (5)
- Éric Vu-An 1992 (1)

W
- Christophe Willem 2008 – 2011, 2013 – 2021, 2023 – 2025 (16)
- Ophélie Winter 1996, 1999 – 2000, 2003, 2005 (5)

Y
- Ycare 2024 – 2025 (2)
- Michaël Youn 2014 – 2018, 2020 – 2022, 2024 – 2025 (10)

Z
- Zaz 2011 – 2016, 2018, 2021, 2023 – 2024 (10)
- Zazie 1997 – 2025 (29)
- Julie Zenatti 2003 – 2009 (7)
- Zinédine Zidane 2001 (1)

Anmerkungen:
Die französische Seite zu Les Enfoirés bietet eine Darstellung in Tabellenform. Hier können über die Spaltenköpfe die einzelnen Jahre aufgerufen werden. Diese Jahresseiten bieten eine Zusammenstellung der Interpreten, der Stücke und weitere Informationen. Des Weiteren sind auf der französischen Seite innerhalb der Tabelle auch Informationen darüber zu finden, ob in einem bestimmten Jahr bei bestimmten Personen Besonderheiten vorliegen. (Beispiel: Michèle Laroque 2019: „Présence en enregistrement vidéo uniquement (Anwesenheit nur bei Videoaufzeichnung“)). Die Sortierung hält sich streng an die französische Aufstellung.

## Diskografie
Studioalben

| Jahr | Titel                                  | Höchstplatzierung, Gesamtwochen, AuszeichnungChartplatzierungen (Jahr, Titel, Platzierungen, Wochen, Auszeichnungen, Anmerkungen) | Höchstplatzierung, Gesamtwochen, AuszeichnungChartplatzierungen (Jahr, Titel, Platzierungen, Wochen, Auszeichnungen, Anmerkungen) | Höchstplatzierung, Gesamtwochen, AuszeichnungChartplatzierungen (Jahr, Titel, Platzierungen, Wochen, Auszeichnungen, Anmerkungen) | Höchstplatzierung, Gesamtwochen, AuszeichnungChartplatzierungen (Jahr, Titel, Platzierungen, Wochen, Auszeichnungen, Anmerkungen) | Anmerkungen                                                                     | [↑]: gemeinsam behandelt mit vorhergehendem Eintrag; [←]: in beiden Charts platziert |
| Jahr | Titel                                  | CH | FR | BEW | BEF | Anmerkungen                                                                     |                                                                                      |
| ---- | -------------------------------------- | --- | --- | --- | --- | ------------------------------------------------------------------------------- | ------------------------------------------------------------------------------------ |
| 1989 | Tournée d’Enfoirés                     | — | FR2 ×2Doppelgold · (19 Wo.)FR | —[BEF: ↑] | —[BEF: ↑] | Erstveröffentlichung: November 1989 Verkäufe: + 200.000                         |                                                                                      |
| 1992 | La soirée des Enfoirés à L’opéra       | — | FR8 Gold · (12 Wo.)FR | —[BEF: ↑] | —[BEF: ↑] | Erstveröffentlichung: 21. Oktober 1992 Verkäufe: + 100.000                      |                                                                                      |
| 1993 | Les Enfoirés chantent Starmania        | — | FR3 Platin · (18 Wo.)FR | —[BEF: ↑] | —[BEF: ↑] | Erstveröffentlichung: 12. Oktober 1993 Verkäufe: + 300.000                      |                                                                                      |
| 1994 | Les Enfoirés au Grand Rex              | — | FR11 ×2Doppelgold · (16 Wo.)FR | —[BEF: ↑] | —[BEF: ↑] | Erstveröffentlichung: 4. November 1994 Verkäufe: + 200.000                      |                                                                                      |
| 1995 | Les Enfoirés à l’Opéra-Comique         | — | FR9 (15 Wo.)FR | BEW15 (12 Wo.)BEW | — | Erstveröffentlichung: 17. November 1995                                         |                                                                                      |
| 1996 | La soirée des Enfoirés                 | — | FR3 Gold · (24 Wo.)FR | — | — | Erstveröffentlichung: 15. November 1996 Verkäufe: + 100.000                     |                                                                                      |
| 1997 | Le zénith des Enfoirés                 | — | FR6 Platin · (21 Wo.)FR | BEW11 (20 Wo.)BEW | — | Erstveröffentlichung: November 1997 Verkäufe: + 300.000                         |                                                                                      |
| 1998 | Enfoirés en cœur                       | — | FR2 ×2Doppelplatin · (31 Wo.)FR                                                                                                   | BEW— GoldBEW | — | als Enfoirés en cœur Erstveröffentlichung: 3. November 1998 Verkäufe: + 615.000 |                                                                                      |
| 1999 | Dernière édition avant l’an 2000       | CH31 (8 Wo.)CH | FR2 Platin · (22 Wo.)FR | BEW6 Gold · (18 Wo.)BEW | — | Erstveröffentlichung: 10. November 1999 Verkäufe: + 315.000                     |                                                                                      |
| 2000 | Enfoirés en 2000                       | CH6 (14 Wo.)CH | FR1 Platin · (32 Wo.)FR | BEW1 Gold · (25 Wo.)BEW | — | Erstveröffentlichung: 28. Februar 2000 Verkäufe: + 315.000                      |                                                                                      |
| 2001 | 2001: L’odyssée des Enfoirés           | CH2 Gold · (17 Wo.)CH | FR1 ×2Doppelplatin · (35 Wo.)FR                                                                                                   | BEW1 Gold · (20 Wo.)BEW | — | Erstveröffentlichung: 12. März 2001 Verkäufe: + 635.000                         |                                                                                      |
| 2002 | 2002: Tous dans le même bateau         | CH3 Gold · (12 Wo.)CH | FR1 Platin · (30 Wo.)FR | BEW1 Gold · (18 Wo.)BEW | — | Erstveröffentlichung: 23. Februar 2002 Verkäufe: + 335.000                      |                                                                                      |
| 2003 | 2003: La foire aux Enfoirés            | CH2 Gold · (13 Wo.)CH | FR1 Platin · (29 Wo.)FR | BEW1 (14 Wo.)BEW | — | Erstveröffentlichung: 22. Februar 2003 Verkäufe: + 320.000                      |                                                                                      |
| 2004 | 2004: Les Enfoirés dans l’espace       | CH3 Gold · (11 Wo.)CH | FR1 (31 Wo.)FR | BEW1 Gold · (19 Wo.)BEW | — | Erstveröffentlichung: 6. März 2004 Verkäufe: + 35.000                           |                                                                                      |
| 2005 | 2005: Le train des Enfoirés            | CH1 Gold · (11 Wo.)CH | FR1 (36 Wo.)FR | BEW1 Gold · (23 Wo.)BEW | — | Erstveröffentlichung: 6. März 2005 Verkäufe: + 35.000                           |                                                                                      |
| 2006 | 2006: Le village des Enfoirés          | CH1 Gold · (19 Wo.)CH | FR1 (25 Wo.)FR | BEW1 Gold · (25 Wo.)BEW | — | Erstveröffentlichung: 8. April 2006 Verkäufe: + 30.000                          |                                                                                      |
| 2007 | 2007: La caravane des Enfoirés         | CH2 Gold · (13 Wo.)CH | FR1 ×3Dreifachplatin · (32 Wo.)FR                                                                                                 | BEW1 Platin · (30 Wo.)BEW | BEF77 (2 Wo.)BEF | Erstveröffentlichung: 3. März 2007 Verkäufe: + 645.000                          |                                                                                      |
| 2008 | 2008: Les secrets des Enfoirés         | CH2 Gold · (10 Wo.)CH | FR1 ×2Doppelplatin · (30 Wo.)FR                                                                                                   | BEW1 Platin · (28 Wo.)BEW | — | Erstveröffentlichung: 8. März 2008 Verkäufe: + 435.000                          |                                                                                      |
| 2009 | 2009: Les Enfoirés font leur cinéma    | CH2 (12 Wo.)CH | FR1 ×3Dreifachplatin · (29 Wo.)FR                                                                                                 | BEW1 Platin · (23 Wo.)BEW | BEF56 (2 Wo.)BEF | Erstveröffentlichung: 6. März 2009 Verkäufe: + 320.000                          |                                                                                      |
| 2010 | 2010: Les Enfoirés… la crise de nerfs! | CH2 (11 Wo.)CH | FR1 Diamant · (63 Wo.)FR | BEW1 Platin · (30 Wo.)BEW | BEF98 (1 Wo.)BEF | Erstveröffentlichung: 1. Februar 2010 Verkäufe: + 520.000                       |                                                                                      |
| 2011 | 2011: Dans l’œil des Enfoirés          | CH1 (10 Wo.)CH | FR1 Diamant · (27 Wo.)FR | BEW1 Platin · (30 Wo.)BEW | BEF71 (1 Wo.)BEF | Erstveröffentlichung: 24. Januar 2011 Verkäufe: + 520.000                       |                                                                                      |
| 2012 | 2012: Le bal des Enfoirés              | CH2 (10 Wo.)CH | FR1 ×3Dreifachplatin · (36 Wo.)FR                                                                                                 | BEW1 (42 Wo.)BEW | BEF95 (1 Wo.)BEF | Erstveröffentlichung: 17. März 2012 Verkäufe: + 300.000                         |                                                                                      |
| 2013 | La boîte à musique des Enfoirés        | CH2 Gold · (9 Wo.)CH | FR1 ×3Dreifachplatin · (23 Wo.)FR                                                                                                 | BEW1 (35 Wo.)BEW | BEF29 (5 Wo.)BEF | Erstveröffentlichung: 16. März 2013 Verkäufe: + 307.500                         |                                                                                      |
| 2014 | Bon anniversaire les Enfoirés          | CH1 (8 Wo.)CH | FR1 ×3Dreifachplatin · (19 Wo.)FR                                                                                                 | BEW1 (56 Wo.)BEW | BEF34 (4 Wo.)BEF | Erstveröffentlichung: 15. März 2014 Verkäufe: + 300.000                         |                                                                                      |
| 2015 | 2015: Sur la route des Enfoirés        | CH1 (10 Wo.)CH | FR1 ×3Dreifachplatin · (18 Wo.)FR                                                                                                 | BEW1 (71 Wo.)BEW | BEF41 (3 Wo.)BEF | Erstveröffentlichung: 14. März 2015 Verkäufe: + 300.000                         |                                                                                      |
| 2016 | 2016: Au rendez-vous des Enfoirés      | CH1 (10 Wo.)CH | FR1 Diamant · (24 Wo.)FR | BEW1 (62 Wo.)BEW | BEF36 (3 Wo.)BEF | Erstveröffentlichung: 12. März 2016 Verkäufe: + 500.000                         |                                                                                      |
| 2017 | 2017: Mission Enfoirés                 | CH2 (11 Wo.)CH | FR1 Diamant · (23 Wo.)FR | BEW1 (48 Wo.)BEW | BEF41 (3 Wo.)BEF | Erstveröffentlichung: 4. März 2017 Verkäufe: + 500.000                          |                                                                                      |
| 2018 | 2018: Musique!                         | CH1 (11 Wo.)CH | FR1 Diamant · (24 Wo.)FR | BEW1 (46 Wo.)BEW | BEF49 (2 Wo.)BEF | Erstveröffentlichung: 9. März 2018 Verkäufe: + 500.000                          |                                                                                      |
| 2019 | 2019: Le monde des Enfoirés            | CH1 (19 Wo.)CH | FR1 Diamant · (35 Wo.)FR | BEW1 Gold · (17 Wo.)BEW | BEF38 (2 Wo.)BEF | Erstveröffentlichung: 8. März 2019 Verkäufe: + 510.000                          |                                                                                      |
| 2020 | 2020: Le Pari(s) des Enfoirés          | CH1 (19 Wo.)CH | FR1 ×3Dreifachplatin · (32 Wo.)FR                                                                                                 | BEW1 (35 Wo.)BEW | BEF53 (3 Wo.)BEF | Erstveröffentlichung: 6. März 2020 Verkäufe: + 300.000                          |                                                                                      |
| 2021 | 2021: Les Enfoirés à côté de vous      | CH1 (12 Wo.)CH | FR1 ×3Dreifachplatin · (17 Wo.)FR                                                                                                 | BEW1 (23 Wo.)BEW | BEF32 (2 Wo.)BEF | Erstveröffentlichung: 5. März 2021 Verkäufe: + 300.000                          |                                                                                      |
| 2022 | 2022: Un air d’enfoirés                | CH3 (9 Wo.)CH | FR1 Platin · (16 Wo.)FR | BEW2 (18 Wo.)BEW | BEF107 (1 Wo.)BEF | Erstveröffentlichung: 4. März 2022 Verkäufe: + 100.000                          |                                                                                      |
| 2023 | 2023: Enfoirés un jour, toujours       | CH1 (6 Wo.)CH | FR1 Platin · (16 Wo.)FR | BEW1 (13 Wo.)BEW | — | Erstveröffentlichung: 3. März 2023 Verkäufe: + 100.000                          |                                                                                      |
| 2024 | 2024: On a 35 ans!                     | CH1 (7 Wo.)CH | FR1 Platin · (18 Wo.)FR | BEW1 (14 Wo.)BEW | — | Erstveröffentlichung: 2. März 2024 Verkäufe: + 100.000                          |                                                                                      |
| 2025 | 2025: Au pays des Enfoirés             | CH3 (5 Wo.)CH | FR1 Platin · (15 Wo.)FR | BEW2 (11 Wo.)BEW | — | Erstveröffentlichung: 7. März 2025 Verkäufe: + 100.000                          |                                                                                      |

grau schraffiert: keine Chartdaten aus diesem Jahr verfügbar

## Einschaltquoten
- 2001: 10,20 Mio. Zuschauer / 52,7 % Marktanteil
- 2002: 11,34 Mio. Zuschauer / 53 % Marktanteil
- 2003: 11,04 Mio. Zuschauer / 52 % Marktanteil
- 2004: 10,89 Mio. Zuschauer / 51,7 % Marktanteil
- 2005: 10,95 Mio. Zuschauer / 50,8 % Marktanteil
- 2006: 10,73 Mio. Zuschauer / 49,2 % Marktanteil
- 2007: 11,72 Mio. Zuschauer / 50,2 % Marktanteil
- 2008: 10,72 Mio. Zuschauer / 48,6 % Marktanteil
- 2009: 12,30 Mio. Zuschauer / 53,1 % Marktanteil
- 2010: 11,60 Mio. Zuschauer / 48 % Marktanteil
- 2011: 12,53 Mio. Zuschauer / 50 % Marktanteil
- 2012: 12,67 Mio. Zuschauer / 52,5 % Marktanteil
- 2013: 12,72 Mio. Zuschauer / 53 % Marktanteil (Zuschauerrekord)
- 2014: 12,20 Mio. Zuschauer / 52,2 % Marktanteil
- 2015: 10,77 Mio. Zuschauer / 47,6 % Marktanteil
- 2016: 11,10 Mio. Zuschauer / 50,2 % Marktanteil
- 2017: 10,07 Mio. Zuschauer / 45,6 % Marktanteil
- 2018: 09,69 Mio. Zuschauer / 45,2 % Marktanteil
- 2019: 08,91 Mio. Zuschauer / 44,4 % Marktanteil
- 2020: 09,47 Mio. Zuschauer / 43,7 % Marktanteil
- 2021: 09,25 Mio. Zuschauer / 38,3 % Marktanteil
- 2022: 07,97 Mio. Zuschauer / 37,2 % Marktanteil
- 2023: 08,07 Mio. zuschauer / 40,2 % Marktanteil
- 2024: 08,50 Mio. Zuschauer / 43,2 % Marktanteil